# Алекси Дюдюков
Алекси Генков Дюдюков е български офицер, генерал-майор.

## Биография
Алекси Дюдюков е роден на 17 март 1871 г. в плевенското село Стежерово. Завършва Априловската гимназия през 1890 г. Същата година на 10 септември учи за съприказчик (преводач). На 12 октомври 1891 г. постъпва във Военното на Негово Княжеско Височество училище (Заповед №285). През 1895 г. е произведен в чин подпоручик и изпратен в 7-и пехотен преславски полк, където е зачислен като служебен офицер във втора рота (заповед № 12 на полка от 9 януари 1895). От 24 януари 1896 г. е ковчежник на полка. През 1902 г. е командирован в 1-ва пионерна дружина, за да изучава телеграфа (заповед от 19 юли 1902). На 5 септември 1902 г. завършва с много добър успех и получава звание „войскови пионер“.
На служба във Военното училище от 17 септември 1903 г. като взводен командир на 3-то отделение към 3-ти клас. От 1 февруари 1904 г. е временно старши офицер на ваканция. Там още е временно помощник на взводния командир на 1-во отделение към 7-и гимназиален клас. На 16 ноември 1906 г. е помощник на взвода и командир на 3-то отделение от 6-и клас. От 31 декември 1906 г. е назначен за ротен командир на трета рота в 13-и пехотен рилски полк и встъпва в длъжност на 14 февруари 1907 г. През юли 1907 г. е изпратен да учи в Генералщабната академия в Торино, Италия. През юли 1911 г. с височайша заповед № 23 е на служба в 33-и трети пехотен свищовски полк, където от 26 септември приема командването на пета рота. Участва в Балканската война в трета бригада в град Айзебол (19 декември 1912). От 16 май 1913 г. е командир на седма рота в 35-и пехотен полк. В щаба на 6-а пехотна бдинска дивизия (17 август 1913). Началник-щаб на Хасковския отряд. Командир на дружина в 35-и пехотен врачански полк (20 април 1916). Командир на тридесети пехотен шейновски полк през 1918. Същата година е уволнен от служба.
Алекси Дюдюков умира през 1938 г. в София

### Семейство
Алекси Дюдюков е женен и има 2 деца.

## Военни звания
- Подпоручик (1895)
- Поручик (1899)
- Капитан (1904)
- Майор (27 януари 1916)
- Подполковник (20 юли 1916)